# Stanisław Brzoska
Stanisław Brzoska (Brzóska) herbu Nowina – starosta nurski w 1652 roku, podstoli nurski w 1649 roku.
Syn Joachima i Zofii Strzępińskiej, żonaty z Katarzyną z Pogorzelskich, miał córkę Zofię. 
Podpisał z ziemią nurską elekcję Jana II Kazimierza Wazy. Poseł sejmiku raciąskiego na sejm 1650 roku, poseł sejmiku nurskiego na sejmy 1658, 1659, 1661, 1662 roku.